# Vågmærfamilien
Fisk fra vågmærfamilien, vågmære (latin Trachipteridae) er meget aflange, pelagiske båndagtige fisk.
 
Fisk fra vågmærfamilien er fundet i mange tempererede til tropiske oceaner, men ses sjældent.
Vågmærfamilien indeholder flere slægter:
- Slægt Desmodema
  - Piskehalet vågmær, Desmodema lorum Rosenblatt & Butler, 1977.
  - Plettet vågmær, Desmodema polystictum (Ogilby, 1898).
- Slægt Trachipterus
  - Laksekonge, Trachipterus altivelis Kner, 1859.
  - Almindelig vågmær, Trachipterus arcticus (Brünnich, 1901.
  - Trachipterus jacksonensis (Ramsay, 1881).
  - Middelhavsvågmær, Trachipterus trachypterus (Gmelin, 1789).Trachipterus trachypterus
- Slægt Zu
  - Zu cristatus (Bonelli, 1819).
  - Spidshalet vågmær, Zu elongatus Heemstra & Kannemeyer, 1984.